# Promieniowanie elektromagnetyczne
Promieniowanie elektromagnetyczne (fala elektromagnetyczna) – rozchodzące się w przestrzeni zaburzenie pola elektromagnetycznego.
Składowa elektryczna i magnetyczna fali indukują się wzajemnie – zmieniające się pole elektryczne wytwarza zmieniające się pole magnetyczne, a z kolei zmieniające się pole magnetyczne wytwarza zmienne pole elektryczne. Właściwości fal elektromagnetycznych zależą od długości fali. Promieniowaniem elektromagnetycznym o różnej długości fali są fale radiowe, mikrofale, podczerwień, światło widzialne, ultrafiolet, promieniowanie rentgenowskie i promieniowanie gamma. W opisie kwantowym promieniowanie elektromagnetyczne jest traktowane jako strumień nieposiadających masy cząstek elementarnych zwanych fotonami. Energia każdego fotonu zależy od długości fali.

## Historia
Historia odkryć związanych z promieniowaniem elektromagnetycznym :
- W roku 1800 William Herschel odkrył promieniowanie cieplne (podczerwone) i stwierdził, że podobnie jak światło ulega ono odbiciu i załamaniu.

Pole elektryczne i magnetyczne w płaskiej fali elektromagnetycznej o długości λ.

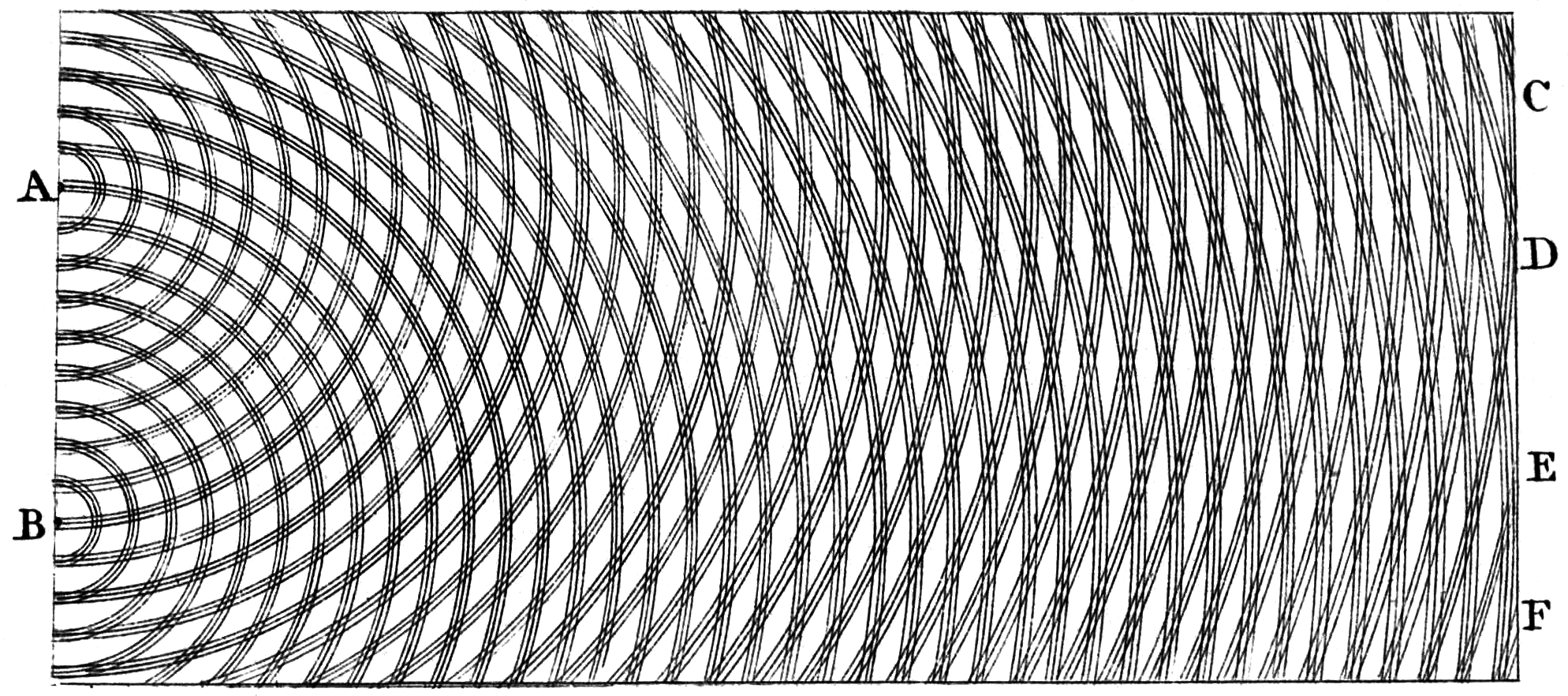
Interferencja fal światła – rysunek Younga z 1803 roku.

- W latach 1801–1803 Thomas Young zaproponował falową teorię światła.
- W 1801 r. Johann Wilhelm Ritter odkrył promieniowanie ultrafioletowe.
- W latach 1815–1818 Augustin Jean Fresnel rozwinął falową teorię światła i za jej pomocą wyjaśnił wiele zjawisk optycznych.
- W 1820 r. Hans Christian Ørsted odkrył, że prąd elektryczny wytwarza pole magnetyczne, wykazując w ten sposób związek między elektrycznością i magnetyzmem.
- W 1831 r. Michael Faraday odkrył, że zmienne pole magnetyczne wytwarza pole elektryczne.
- W 1838 r. James Forbes stwierdził, że zarówno widzialne, jak i niewidzialne promieniowanie słoneczne ulega polaryzacji.
- W latach 1849–1850 Armand Fizeau oraz Jean Bernard Léon Foucault wykonali pomiary prędkości światła w powietrzu i innych ośrodkach przezroczystych.
- James Clerk Maxwell w roku 1861 zebrał prawa elektrodynamiki w cztery równania, które opisują również falę elektromagnetyczną. Zasugerował też, że zjawiska elektromagnetyczne i światło mają wspólną naturę.
- W roku 1875 Hendrik Lorentz wyeliminował koncepcję eteru i nadał równaniom Maxwella sens, jaki znamy dzisiaj.
- Pierwszej emisji i odbioru fal elektromagnetycznych (w zakresie fal radiowych) dokonał Heinrich Hertz w roku 1886.
- W roku 1895 Wilhelm Conrad Röntgen odkrył promieniowanie, nazwane później rentgenowskim, za co w 1901 otrzymał pierwszą nagrodę Nobla.
- W roku 1896 Antoine Henri Becquerel odkrył promieniowanie jądrowe.
- W roku 1900 Paul Villard wykrył w promieniowaniu jądrowym promieniowanie gamma.
- W roku 1900 Max Planck analizując widmo promieniowania elektromagnetycznego ciała doskonale czarnego doszedł do wniosku, że energia tego promieniowania jest skwantowana. Za to osiągnięcie otrzymał w 1918 nagrodę Nobla.
- W roku 1905 Albert Einstein analizując zjawisko fotoemisji doszedł do wniosku, że energia tego promieniowania jest zależna od częstotliwości fali. Za to osiągnięcie otrzymał w 1921 nagrodę Nobla.
- W roku 1922 Arthur Compton ogłosił wyniki doświadczeń, w których promieniowanie rentgenowskie oddziałuje z elektronami i spełnia prawa zderzenia. W roku 1927 otrzymał za tę pracę Nagrodę Nobla.

## Właściwości promieniowania elektromagnetycznego

### Widmo fal elektromagnetycznych

Widmo (spektrum) fal elektromagnetycznych.

Promieniowanie elektromagnetyczne przejawia właściwości falowe ulegając interferencji, dyfrakcji, spełnia prawo odbicia i załamania (polaryzacji). W wyniku superpozycji fal elektromagnetycznych może powstać fala stojąca.
Jednak niektóre właściwości promieniowania elektromagnetycznego (szczególnie jego oddziaływanie z materią) zależą od długości fali (częstotliwości promieniowania) i dlatego dokonano podziału promieniowania elektromagnetycznego na zakresy ze względu na jego częstotliwość. Granice poszczególnych zakresów są umowne i nieostre. Należy je traktować szacunkowo, promieniowanie o tej samej długości może być nazywane falą radiową lub mikrofalą – w zależności od kontekstu. Granice promieniowania gamma i promieniowania rentgenowskiego często rozróżnia się z kolei ze względu na źródło tego promieniowania. Najdokładniej określone są granice dla światła widzialnego, gdyż są one zdeterminowane fizjologią ludzkiego oka.

#### Fale radiowe

Schematyczny rysunek fali elektromagnetycznej promieniowanej przez antenę dipolową.

Fale radiowe znajdują bardzo szerokie zastosowanie w telekomunikacji, radiofonii, telewizji, radioastronomii i wielu innych dziedzinach nauki oraz techniki.
W technice podstawowym źródłem fal radiowych są anteny zasilane prądem przemiennym odpowiedniej częstotliwości. Wiele urządzeń generuje też zakłócenia będące falami radiowymi, wymienić tu można na przykład: zasilacze impulsowe, falowniki i regulatory tyrystorowe, piece indukcyjne, spawarki, zapłon iskrowy silników samochodowych, iskrzące styki urządzeń elektrycznych.
Naturalne źródła fal radiowych to między innymi wyładowania atmosferyczne, zorze polarne, radiogalaktyki.
W atmosferze propagacja fal radiowych jest dosyć skomplikowana, zachodzą różnorodne odbicia i ugięcia fali w niektórych warstwach atmosfery. Przebieg tych zjawisk zależy zarówno od długości fali, jak i własności powietrza zależnych od pory dnia, pogody, położenia geograficznego.

#### Mikrofale

Fala elektromagnetyczna (mod TE31) rozchodząca się w falowodzie mikrofalowym. Pole elektryczne skierowane jest w kierunku x, Kolory jasne i ciemne oznaczają przeciwne jego zwroty.

W zależności od metody wytwarzania niekiedy mikrofale są zaliczane do fal radiowych, albo do podczerwieni.
Podstawowe zastosowania mikrofal to łączność (na przykład telefonia komórkowa, radiolinie, bezprzewodowe sieci komputerowe) oraz technika radarowa. Fale zakresu mikrofalowego są również wykorzystywane w radioastronomii, a odkrycie mikrofalowego promieniowania tła miało ważne znaczenie dla rozwoju i weryfikacji modeli kosmologicznych. Wiele dielektryków mocno absorbuje mikrofale, co powoduje ich rozgrzewanie i jest wykorzystywane w kuchenkach mikrofalowych, przemysłowych urządzeniach grzejnych i w medycynie.
W elektronice mikrofalowej rozmiary elementów i urządzeń są porównywalne z długością fali przenoszonego sygnału. Powoduje to, że przy analizie obwodów nie można stosować elementów o stałych skupionych. Do prowadzenia mikrofal używane są falowody. Do wzmacniania i generacji sygnałów mikrofalowych służą masery, specjalne lampy mikrofalowe oraz mikrofalowe elementy półprzewodnikowe.

#### Podczerwień

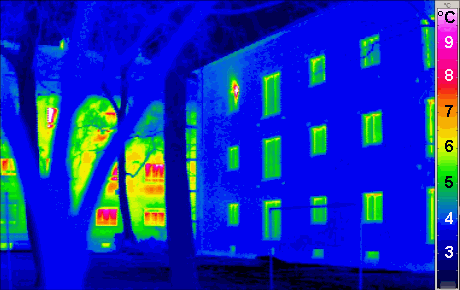
Termowizyjne zdjęcie budynku.

Promieniowanie podczerwone jest nazywane również cieplnym, szczególnie gdy jego źródłem są nagrzane ciała. Każde ciało o temperaturze większej od zera bezwzględnego emituje takie promieniowanie, a ciała o temperaturze pokojowej najwięcej promieniowania emitują w zakresie długości fali rzędu 10 μm. Przedmioty o wyższej temperaturze emitują promieniowanie o większym natężeniu i mniejszej długości, co pozwala na zdalny pomiar ich temperatury i obserwację za pomocą urządzeń rejestrujących wysyłane promieniowanie.
Technika rejestracji promieniowania podczerwonego emitowanego przez obiekty o temperaturach spotykanych w codziennych warunkach to termowizja. Umożliwia ona zobrazowanie obiektów w ciemności oraz pomiar temperatury w poszczególnych punktach ich powierzchni. Jest wykorzystywana między innymi w nauce, pożarnictwie, medycynie, wojskowości, w diagnostyce urządzeń mechanicznych i obwodów elektrycznych, oraz do oceny izolacji termicznej budynków.
W paśmie promieniowania podczerwonego są prowadzone obserwacje astronomiczne i meteorologiczne. Promieniowanie to znalazło zastosowanie w technice grzewczej. Jest również stosowane do przekazu informacji – do transmisji danych w światłowodach i układach zdalnego sterowania.
Spektroskopia w podczerwieni umożliwia identyfikację organicznych związków chemicznych i badanie ich struktury.

#### Światło widzialne

Światło widzialne na tle całego spektrum fal elektromagnetycznych.

Światło (promieniowanie widzialne) to ta część widma promieniowania elektromagnetycznego, na którą reaguje zmysł wzroku człowieka. Różne zwierzęta mogą widzieć w nieco różnych zakresach.
Światło jest tylko w niewielkim stopniu absorbowane przez atmosferę ziemską i przez wodę. Ma to duże znaczenie dla organizmów żywych, zarówno wodnych, jak i lądowych.
Światło ma bardzo duże znaczenie w nauce i wiele zastosowań w technice. Dziedziny nauki i techniki zajmujące się światłem noszą nazwę optyki.

#### Ultrafiolet

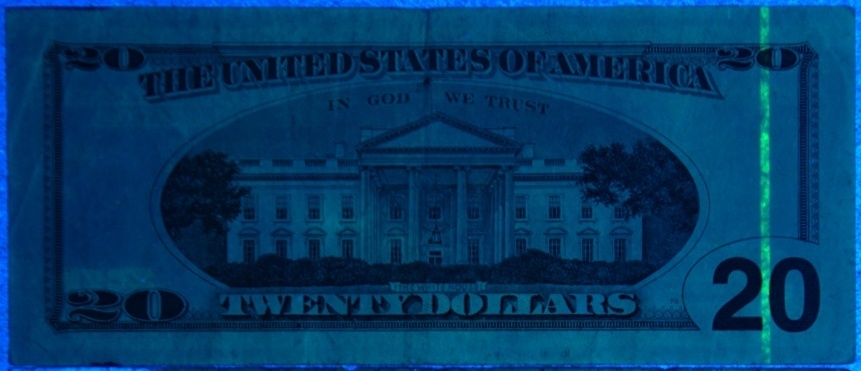
Banknot oświetlony promieniowaniem ultrafioletowym. Widoczna fluorescencja zabezpieczenia w postaci paseczka.

Promieniowanie ultrafioletowe jest zaliczane do promieniowania jonizującego, czyli ma zdolność odrywania elektronów od atomów i cząsteczek. W dużym stopniu określa to jego właściwości, szczególnie oddziaływanie z materią i na organizmy żywe.
Słońce emituje ultrafiolet w szerokim zakresie spektralnym, ale górne warstwy atmosfery ziemskiej (warstwa ozonowa) pochłaniają większość promieniowania z krótkofalowej części spektrum. Obserwacje astronomiczne w ultrafiolecie rozwinęły się dopiero po wyniesieniu ponad atmosferę przyrządów astronomicznych.
W technice ultrafiolet stosowany jest powszechnie. Powoduje świecenie (fluorescencję) wielu substancji chemicznych. W świetlówkach ultrafiolet wytworzony na skutek wyładowania jarzeniowego pobudza luminofor do świecenia w zakresie widzialnym. Zjawisko to wykorzystuje się również do zabezpieczania banknotów i w analizie chemicznej (Spektroskopia UV). Ultrafiolet o małej długości fali jest wykorzystywany do sterylizacji (wyjaławiania) pomieszczeń.
Niektóre owady, na przykład pszczoły, widzą w bliskiej światłu widzialnemu części widma promieniowania ultrafioletowego, również rośliny posiadają receptory ultrafioletu.

#### Promieniowanie rentgenowskie

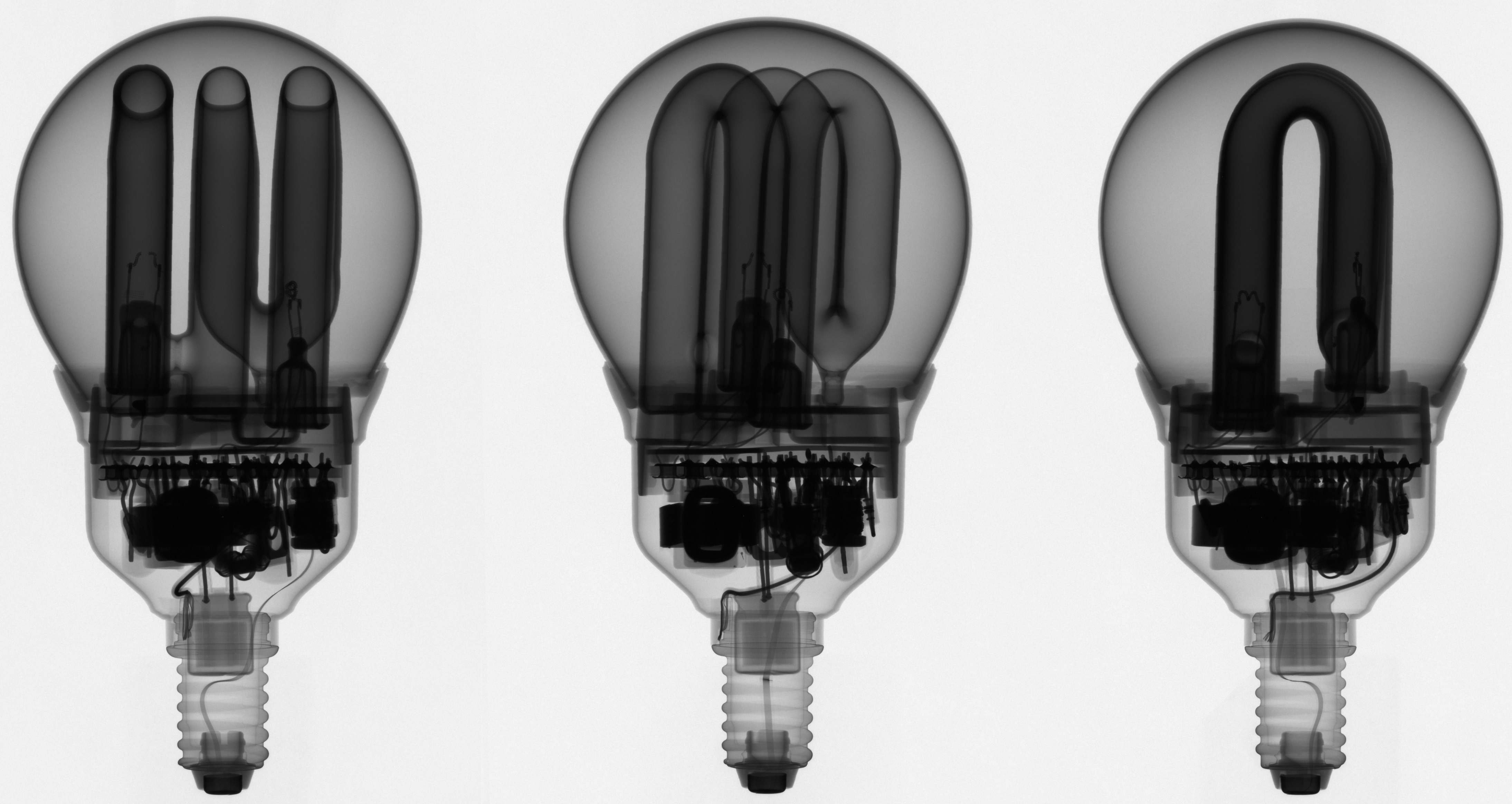
Zdjęcie rentgenowskie uszkodzonej świetlówki.

Promieniowanie rentgenowskie jest promieniowaniem jonizującym.
Technicznie promieniowanie rentgenowskie uzyskuje się przeważnie poprzez wyhamowywanie rozpędzonych cząstek naładowanych.
W lampach rentgenowskich są to rozpędzone za pomocą wysokiego napięcia elektrony hamowane na metalowych anodach. Źródłem wysokoenergetycznego promieniowania rentgenowskiego są również przyspieszane w akceleratorach cząstki naładowane.
Promieniowanie rentgenowskie jest wykorzystywane do wykonywania zdjęć rentgenowskich do celów defektoskopii i diagnostyki medycznej.
W zakresie promieniowania rentgenowskiego są również prowadzone obserwacje astronomiczne.

#### Promieniowanie gamma

Gaussowski profil laserowej wiązki światła.

Promieniowanie gamma jest promieniowaniem jonizującym.
Promieniowanie gamma towarzyszy reakcjom jądrowym, powstaje w wyniku anihilacji – zderzenie cząstki i antycząstki, oraz rozpadów cząstek elementarnych. Otrzymywane w cyklotronach promieniowanie hamowania i synchrotronowe również leży w zakresie długości fali promieniowania gamma, choć niekiedy bywa nazywane wysokoenergetycznym promieniowaniem rentgenowskim.
Promienie gamma mogą służyć do sterylizacji żywności i sprzętu medycznego. W medycynie używa się ich w radioterapii oraz w diagnostyce. Zastosowanie w przemyśle obejmują badania defektoskopowe. Astronomia promieniowania gamma zajmuje się obserwacjami w tym zakresie długości fal.

### Mod fali elektromagnetycznej
Płaska fala elektromagnetyczna rozchodząc się w próżni w nieograniczonym obszarze jest falą poprzeczną, w której składowa elektryczna i magnetyczna są prostopadłe do siebie, a obie są prostopadłe do kierunku rozchodzenia się fali. Fala elektromagnetyczna nie będąca falą płaską, lub rozchodząc się w ośrodku, lub w ograniczonym obszarze może mieć inny rozkład pola elektromagnetycznego. Charakterystyczne rozkłady pola elektromagnetycznego w propagującej fali nazywane są modami fali elektromagnetycznej.
Ze źródła punktowego rozchodzą się fale kuliste. Każdą falę rozchodzącą się w nieskończonym bezstratnym ośrodku dielektrycznym, niezbyt blisko źródła, można uważać za kulistą, a dostatecznie mały jej wycinek za płaską.
Promieniowanie laserów często ma gaussowski profil wiązki charakteryzujący się rozkładem amplitudy natężenia pola elektrycznego w płaszczyźnie prostopadłej do osi wiązki opisanym funkcją Gaussa.
Mody fali elektromagnetycznej można podzielić na:
- falę poprzeczną (TEM od ang. Transverse ElectroMagnetic) – wektory natężenia pola elektrycznego i indukcji pola magnetycznego są prostopadłe do kierunku rozchodzenia się fali;
- TE (ang. Transverse Electric) – mody, dla których wektor natężenia pola elektrycznego jest prostopadły do kierunku rozchodzenia się fali, a wektor indukcji pola magnetycznego nie;
- TM (ang. Transverse Magnetic) – mody, dla których wektor indukcji pola magnetycznego jest prostopadły do kierunku rozchodzenia się fali, a wektor natężenia pola elektrycznego nie;
- mody hybrydowe – mody nie będące żadnym z powyższych – zarówno pole elektryczne, jak i magnetyczne mają niezerowe składowe w kierunku ruchu.

Mod propagującej fali jest zdeterminowany przez rodzaj i kształt ośrodka, w którym rozchodzi się fala i przez jego granice. Charakterystyczne mody drgań występują przy propagacji mikrofal w falowodach i światła w światłowodach.

### Polaryzacja fali elektromagnetycznej
Polaryzacja fali elektromagnetycznej to charakterystyczne zachowanie się kierunków wektorów pola elektrycznego i magnetycznego. Przyjęto, że polaryzację fali elektromagnetycznej określa się dla jej składowej elektrycznej (składowa magnetyczna jest do niej prostopadła).
- Polaryzacja jest liniowa, jeżeli w wybranym punkcie przestrzeni kierunek wektora natężenia pola elektrycznego jest cały czas taki sam.
- Przy polaryzacji kołowej wartość natężenia pola elektrycznego jest stała, a jego kierunek zatacza okrąg w czasie jednego okresu fali.
- Przy polaryzacji eliptycznej natężenie pola elektrycznego zmienia wartość i kierunek tak, że koniec jego wektora zatacza elipsę.
- Istnieją bardziej złożone typy polaryzacji[10].

### Energia fali elektromagnetycznej

Radiometr Crookesa – energia padającej fali świetlnej zmieniona w energię cieplną jest w stanie uruchomić wiatraczek.

W fali elektromagnetycznej jej pola elektryczne i magnetyczne niosą ze sobą energię. W próżni i jednorodnym idealnym dielektryku składowe elektryczne i magnetyczne niesionej energii są sobie równe, natomiast w ośrodku o niezerowym przewodnictwie elektrycznym są różne.
Choć w elektrodynamice klasycznej energię promieniowania elektromagnetycznego uważa się za wielkość ciągłą, zależną jedynie od natężenia pola elektrycznego i indukcji pola magnetycznego, to zjawiska zachodzące na poziomie atomowym dowodzą, że jest ona skwantowana. Energia pojedynczego kwantu jest zależna tylko od częstotliwości fali {\displaystyle \nu } i wynosi
{\displaystyle E=h\nu ,}
gdzie {\displaystyle h} jest stałą Plancka.

#### Wektor Poyntinga
Strumień energii przenoszonej przez falę elektromagnetyczną w każdym punkcie przestrzeni określa wektor Poyntinga zdefiniowany jako
{\displaystyle {\vec {S}}={\frac {1}{\mu _{0}}}{\vec {E}}\times {\vec {B}},}
gdzie:
{\displaystyle \mu _{0}} – przenikalność magnetyczna próżni,
{\displaystyle {\vec {E}}} – natężenie pola elektrycznego,
{\displaystyle {\vec {B}}} – indukcja pola magnetycznego.

#### Pęd i ciśnienie fali elektromagnetycznej

Biegnąca fala elektromagnetyczna.

Biegnąca fala elektromagnetyczna niesie ze sobą pęd równy
{\displaystyle {\vec {p}}={\frac {W}{c}}{\hat {k}},}
gdzie:
{\displaystyle W} – energia niesiona przez falę,
{\displaystyle c} – prędkość światła,
{\displaystyle {\hat {k}}} – wektor jednostkowy w kierunku rozchodzenia się fali.
Fala odbita lub pochłonięta przekazuje ten pęd wywierając ciśnienie. Pomiar ciśnienia promieniowania słonecznego przeprowadzony przez Lebiediewa w 1900 roku był pierwszym ilościowym potwierdzeniem teorii fali elektromagnetycznej Maxwella.

### Prędkość fali elektromagnetycznej
Prędkość rozchodzenia się fali elektromagnetycznej w próżni jest stała, nie zależy od jej częstości ani układu odniesienia. Nazywa się ją prędkością światła. Jest ważną stałą fizyczną, a jej wartość wynosi około 3·108 m/s. W ośrodkach materialnych prędkość fali elektromagnetycznej (rozchodzenia się fotonów) jest zawsze mniejsza niż w próżni.

### Oddziaływanie fali elektromagnetycznej z materią
Rozchodzenie się fali w ośrodkach zależy zarówno od właściwości tych ośrodków, jak i częstotliwości fali.
- Gdy długość fali jest duża w porównaniu z odległościami między cząsteczkami ośrodka może on być traktowany jako ciągły. Gdy jest dielektrykiem, fala się w nim rozchodzi, ale zmienia się jej prędkość i długość. W ośrodkach przewodzących rozchodząca się fala jest tłumiona, tym bardziej, im lepsze jest ich przewodnictwo[5]. Również straty dielektryczne powodują tłumienie fali. W dobrym przewodniku (metale) fale o tej długości wnikają jedynie na niewielką głębokość, natomiast silnie odbijają się[12].
- Gdy długość fali jest porównywalna z odległościami międzyatomowymi (rzędu nm – promieniowanie rentgenowskie) w jej oddziaływaniu z ośrodkiem zaczynają przeważać efekty dyfrakcyjne.
- Gdy długość fali jest mała w porównaniu z odległościami międzyatomowymi nazywamy promieniowanie przenikliwym, gdyż ma dużą zdolność penetracji materii. Kwanty promieniowania o małej długości mają jednak tak dużą energię, że mogą jonizować atomy i rozbijać cząsteczki.
- W dużym stopniu pochłaniane są również kwanty promieniowania o energii odpowiadającej różnicy poziomów energetycznych elektronów i cząsteczek w materiale (pochłanianie rezonansowe).

## Opis teoretyczny
Rozchodzenie się fal elektromagnetycznych opisują równania Maxwella. W pustej przestrzeni (próżni) nie zawierającej ładunków (źródeł) redukują się one do:
{\displaystyle \nabla ^{2}{\vec {E}}=\mu _{0}\varepsilon _{0}{\frac {\partial ^{2}}{\partial t^{2}}}{\vec {E}},}
{\displaystyle \nabla ^{2}{\vec {B}}=\mu _{0}\varepsilon _{0}{\frac {\partial ^{2}}{\partial t^{2}}}{\vec {B}},}
gdzie:
{\displaystyle {\vec {B}}} – wektor indukcji pola magnetycznego,
{\displaystyle {\vec {E}}} – wektor natężenia pola elektrycznego.
Równania te są liniowymi równaniami różniczkowymi fali rozchodzącej się z prędkością
{\displaystyle c={\frac {1}{\sqrt {\mu _{0}\varepsilon _{0}}}},}
gdzie:
{\displaystyle c} – prędkość światła w próżni,
{\displaystyle \varepsilon _{0}} – przenikalność elektryczna próżni,
{\displaystyle \mu _{0}} – przenikalność magnetyczna próżni.
W nieprzewodzącym bezstratnym ośrodku o względnej przenikalności elektrycznej {\displaystyle \varepsilon _{r}} i względnej przenikalności magnetycznej μr prędkość fali wyniesie
{\displaystyle c_{osr}={\frac {1}{\sqrt {\mu _{r}\mu _{0}\varepsilon _{r}\varepsilon _{0}}}}={\frac {c}{\sqrt {\mu _{r}\varepsilon _{r}}}}.}
Dla fali płaskiej rozchodzącej się w kierunku {\displaystyle x} niektóre rozwiązania powyższych równań różniczkowych mają postać:
{\displaystyle E(x,t)=E_{0}\sin \left(2\pi \nu t-{\frac {2\pi }{\lambda }}x\right),}
{\displaystyle B(x,t)=B_{0}\sin \left(2\pi \nu t-{\frac {2\pi }{\lambda }}x\right),}
gdzie:
{\displaystyle E_{0}} – amplituda natężenia pola elektrycznego,
{\displaystyle B_{0}} – amplituda indukcji pola magnetycznego,
{\displaystyle \nu } – częstotliwość fali,
{\displaystyle \lambda } – długość fali.
Równania Maxwella i ich rozwiązanie pozwoliły połączyć pole elektryczne i magnetyczne w jedno pole elektromagnetyczne i pokazać, że ma ono taką samą naturę jak światło.

## Fala elektromagnetyczna w fizyce kwantowej
Fizyka kwantowa opisuje promieniowanie elektromagnetyczne jako strumień fotonów – niepodzielnych paczek falowych. Fotony są nieposiadającymi masy cząstkami elementarnymi, ich energia i pęd zależą od częstotliwości (a co za tym idzie od długości fali {\displaystyle \lambda }):
{\displaystyle E=h\nu ={\frac {hc}{\lambda }},}
{\displaystyle p={\frac {h\nu }{c}}={\frac {h}{\lambda }}.}

## Tabela widma elektromagnetycznego[14]
| Oznaczenie           | Częstotliwość [Hz]   | Długość fali      |
| -------------------- | -------------------- | ----------------- |
| Prąd zmienny         | 16 do 10²            | 18 000 do 3000 km |
| Telefonia przewodowa | 10² do 104           | 3000 do 30 km     |
|                      |                      |                   |
| Fale Hertza          | 104 do 1013          | 30 km do 0,03 mm  |
| Fale długie          | 1,5 · 105 do 3 · 105 | 2000 do 1000 m    |
| Fale średnie         | 0,5 · 106 do 2 · 106 | 600 do 150 m      |
| Fale krótkie         | 0,6 · 107 do 2 · 107 | 50 do 15 m        |
| Fale ultrakrótkie    | 0,2 · 108 do 3 · 108 | 15 do 1 m         |
| Mikrofale            | 3 · 108 do 1013      | 1 m do 0,03 mm    |
|                      |                      |                   |
| Fale świetlne:       | 1012 do 3 · 1016     | 0,03 mm do 5 nm   |
| Podczerwień          | 1012 do 4 · 1014     | 0,03 mm do 790 nm |
| Światło widzialne    | 4 · 1014 do 8 · 1014 | 790 do 390 nm     |
| Nadfiolet            | 8 · 1014 do 3 · 1016 | 390 do 5 nm       |
|                      |                      |                   |
| Promienie Roentgena  | 3 · 1016 do 3 · 1020 | 10 nm do 1 pm     |
| Promienie gamma      | 1018 do 1022         | 300 do 0,03 pm    |
| Promienie kosmiczne  | 1022 do 1024         | 0,03 do 0,0003 pm |

## Literatura
- Szczepan Szczeniowski: Optyka: podręcznik dla studentów szkół wyższych. Warszawa: Państwowe Wydawnictwo Naukowe, 1963. Brak numerów stron w książce